# Henri Picard (homme politique)
Pour les articles homonymes, voir Henri Picard et Picard.
Henricus (Hendrik) Victor Picard, né le 18 mars 1883 à Anvers et mort le 23 août 1946 est un homme politique belge flamand, membre du Frontpartij. Il est le frère de Antoon Picard, médecin et activiste et de Léo, journaliste et historien.
Avocat de profession, il fut élu député d'Anvers (1921-25), conseiller communal d'Anvers (1932-38) et sénateur provincial  VNV-Vlaams Front (1936-39). Fondateur de la fédération de classes moyennes nationaliste flamande De Vlaamse Beurs.

## Sources
- Bio sur ODIS
- Middenstandsbeweging in België